# Guapira myrtiflora
Guapira myrtiflora là một loài thực vật thuộc họ Nyctaginaceae. Loài này có ở Colombia, Panama, và Peru.